# 타타르스탄 항공 363편 추락 사고

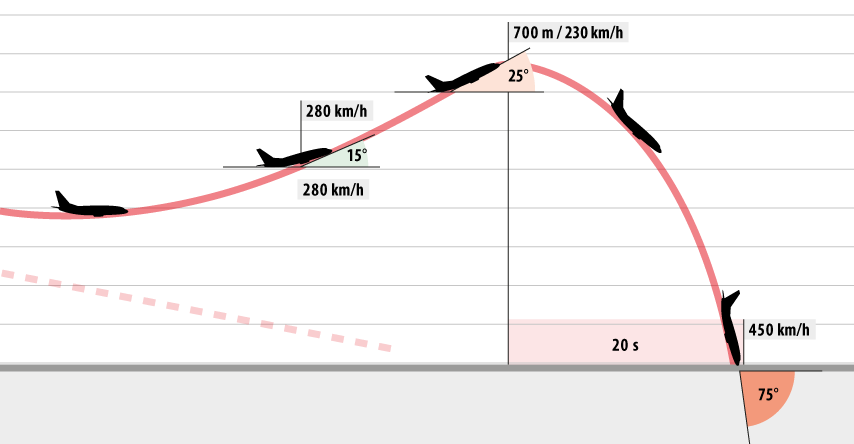
사고 경위 요약도

타타르스탄 항공 363편 추락 사고(영어: Tatarstan Airlines Flight 363)는 2013년 11월 17일 타타르스탄 항공 소속 VQ-BBN이 도모데도보 국제공항 이륙하여, 도착지인 카잔 국제공항에 착륙 도중 추락한 사고이다. 이 사고로 인해 전원 사망하였다.

## 같이 보기
- 플라이두바이 981편 추락 사고
- 아에로플로트 821편 추락 사고